# Heligmonevra rodhaini
Heligmonevra rodhaini là một loài ruồi trong họ Asilidae. Heligmonevra rodhaini được Oldroyd miêu tả năm 1970. Loài này phân bố ở vùng nhiệt đới châu Phi.